# Ludwig Schwarz (biskup)
Ludwig Schwarz SDB (ur. 4 czerwca 1940 w Bratysławie) – austriacki biskup rzymskokatolicki, biskup diecezjalny Linz w latach 2005-2015.

## Życiorys
W 1956 wstąpił do salezjanów i w tymże zgromadzeniu rok później złożył śluby wieczyste. Święcenia kapłańskie otrzymał 29 czerwca 1964. Po święceniach został kapelanem jednego z wiedeńskich szpitali, jednocześnie studiując filologię klasyczną i archeologię na miejscowym uniwersytecie (w 1971 zdobył z tych dziedzin tytuł doktora). W 1969 został rektorem seminarium dla starszych kleryków w Horn, zaś w 1978 został wybrany prowincjałem austriackiej prowincji salezjanów. W 1984 został wezwany do Rzymu i został dyrektorem międzynarodowego konwiktu San Giovanni Bosco. W latach 1993–1999 był prowincjałem rzymskiej inspektorii salezjanów. W 1999 powrócił do Austrii i został krajowym dyrektorem Papieskich Dzieł Misyjnych (organizacją kierował do roku 2005).
15 października 2001 papież Jan Paweł II mianował go biskupem pomocniczym archidiecezji wiedeńskiej, ze stolicą tytularną Simidicca. Sakry biskupiej udzielił mu kard. Christoph Schönborn.
6 lipca 2005 został mianowany biskupem diecezjalnym Linz. Ingres odbył się 18 września 2005.
18 listopada 2015 przeszedł na emeryturę, a jego następcą został ogłoszony biskup Manfred Scheuer.